# K뷰티

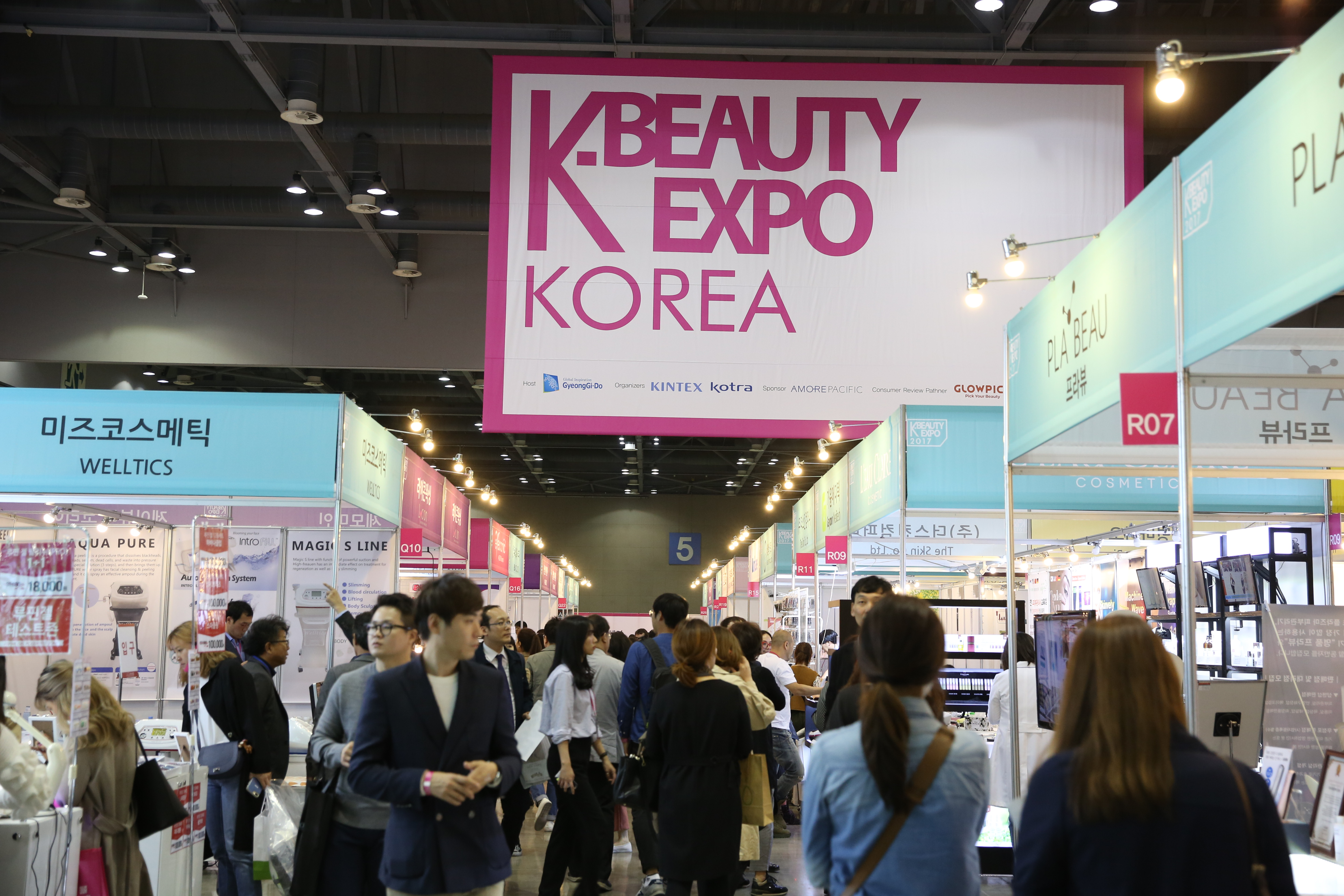
대한민국 K-뷰티 엑스포

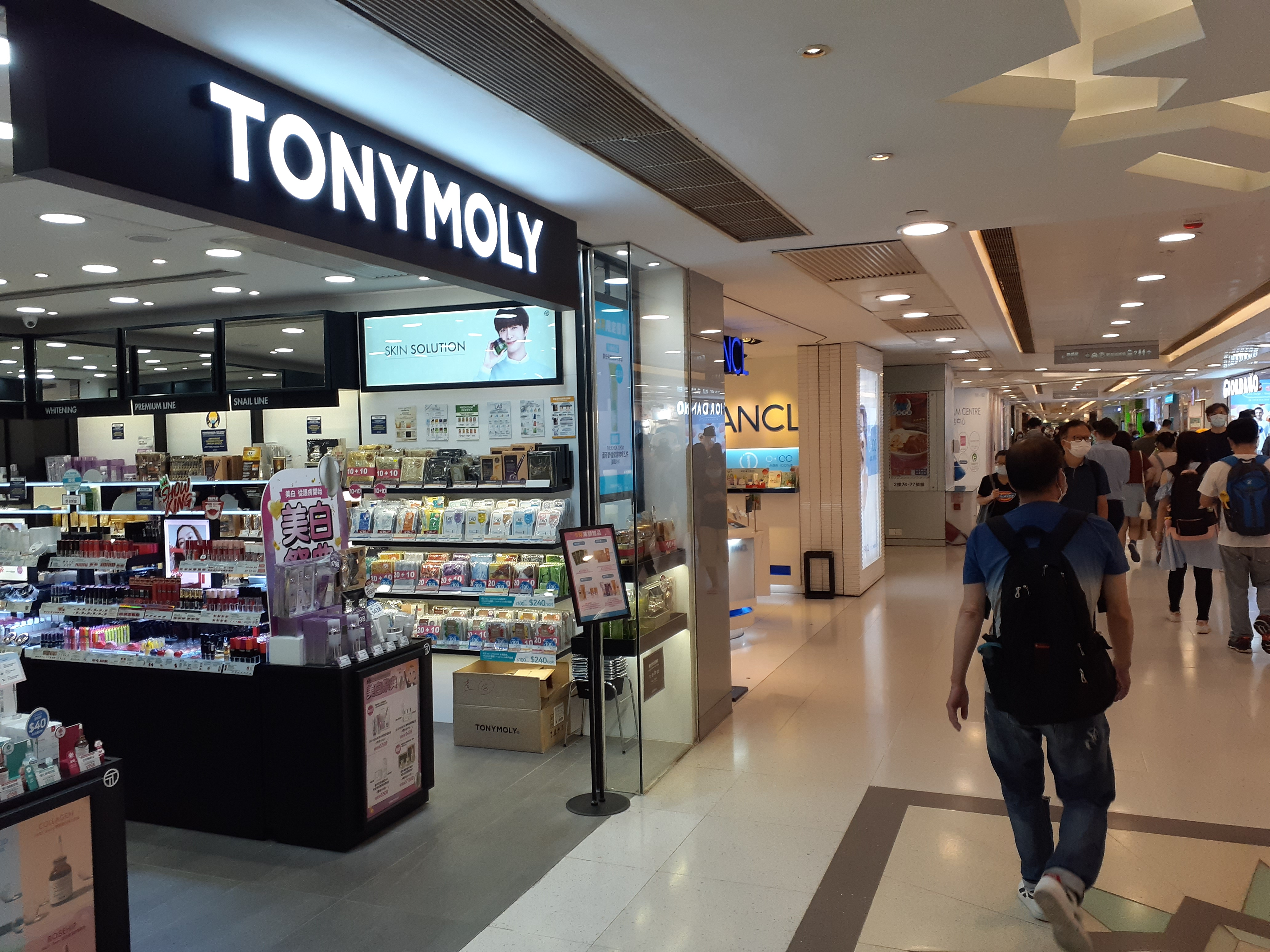
K-뷰티 브랜드 토니모리

K뷰티(영어: K-Beauty)는 대한민국에서 제조된 화장품 제품의 포괄적인 용어이자 더 나아가 대한민국의 화장품 산업 자체를 의미한다. K뷰티의 유행은 대만, 미국, 유럽, 캐나다, 일본과 같은 전 세계에서 인기를 끌었으며, 건강, 보습, 브라이트닝 효과에 중점을 둔다.

## 같이 보기
- 한국의 화장품
- 아모레퍼시픽